# Fundación Mapfre
La Fundación Mapfre es una organización sin ánimo de lucro que se fundó en 1975 por Mapfre en España y está dedicada a la promoción del bienestar social y la calidad de vida de las personas.

## Historia
La Fundación Mapfre se fundó en el año 1975 por Mapfre con el objetivo de contribuir a mejorar la calidad de vida de las personas. Realiza actividades para mejorar el bienestar de las personas y el progreso de la sociedad, con un programa global multinacional que abarca las áreas de responsabilidad definidas en sus estatutos. Son cinco áreas, cultura, acción social, prevención y seguridad vial, promoción de la salud,y seguro y previsión social, que estructuran todas las actuaciones impulsadas desde la fundación.
La Fundación Mapfre ofrece un Centro de Documentación especializado en gestión de riesgos, seguros y previsión social, un servicio de información abierto y gratuito accesible a cualquier persona, con documentos sobre economía, derecho, así como un Centro de Investigación Ageingnomics especializado en demografía y los retos sociales consecuencias del envejecimiento poblacional.
La estrategia internacional de la Fundación Mapfre hace que las actividades de todos los programas se desarrollan en 30 países. Destacar las actividades desarrolladas por la Fundación Mapfre de México en el ámbito de los 17 Objetivos de Desarrollo Sostenible (ODS).

## Sedes
La Fundación Mapfre tiene programas en diversas ciudades españolas y de otros países. Destacar las sedes de la fundación en Barcelona y Madrid, dedicadas a la promoción de la cultura. Entre las actividades desarrolladas, en los campos del arte, la historia, o la literatura, destacar las salas de exposiciones de arte que la fundación tiene en diversas ciudades españolas. Estos centros cuentan con salas de exposiciones, auditorios para conferencias, debates o encuentros formativos diversos en temas culturales. Las exposiciones y actividades se realizan en colaboración con museos de América Latina, Estados Unidos y Europa.
En Madrid tiene dos sedes con salas dedicadas a exposiciones de artes plásticas, la Sala Bárbara de Braganza y la Sala Recoletos, ambas ubicadas en las cercanías del Paseo del Prado y el Buen Retiro, paisaje de las artes y las ciencias, una en la Calle Bárbara de Braganza, 14 y la otra en el Paseo de Recoletos, 23, en un edificio proyectado por el arquitecto Agustín Ortiz de Villajos en 1881 como residencia para la duquesa de Medina de Torres. Desde mayo de 2022 la sala Bárbara de Braganza se cerró y se continua con las actividades, desde el año 2008, en la Sala Recoletos.